# Spermacoce huillensis
Spermacoce huillensis är en måreväxtart som först beskrevs av William Philip Hiern, och fick sitt nu gällande namn av Ronald D'Oyley Good. Spermacoce huillensis ingår i släktet Spermacoce och familjen måreväxter. Inga underarter finns listade i Catalogue of Life.